# یورینا هیراته
یورینا هیراته (انگلیسی: Yurina Hirate؛ زادهٔ ۲۵ ژوئن ۲۰۰۱) خواننده، آیدل ژاپنی، موسیقی‌دان، و بازیگر اهل ژاپن است. وی از سال ۲۰۱۵ میلادی تاکنون مشغول فعالیت بوده‌است.